# Тур де Ски 2010/2011
Тур де Ски 2010/2011 — пятая в истории многодневная лыжная гонка под эгидой Международной федерации лыжного спорта. Стартовала 31 декабря 2010 года в немецком Оберхофе, а финишировала 9 января 2011 года на склоне горы Альпе де Чермис в Италии. 
Свою вторую победу в Тур де Ски одержал швейцарец Дарио Колонья, а у женщин сильнейшей второй раз подряд стала Юстина Ковальчик из Польши.

## Этапы

### Мужчины
| Дата            | Место проведения | Дисциплина                            | Победитель      | Второе место    | Третье место     |
| --------------- | ---------------- | ------------------------------------- | --------------- | --------------- | ---------------- |
| 31 декабря 2010 | Оберхоф          | 3,75 км свободным стилем, пролог      | Маркус Хельнер  | Алексей Петухов | Петтер Нортуг    |
| 1 января 2011   | Оберхоф          | 15 км классикой, преследование        | Дарио Колонья   | Девон Кершоу    | Александр Лёгков |
| 2 января 2011   | Оберсдорф        | Спринт классикой                      | Эмиль Йёнссон   | Девон Кершоу    | Дарио Колонья    |
| 3 января 2011   | Оберсдорф        | 20 км персьют                         | Матти Хейккинен | Дарио Колонья   | Мартин Якш       |
| 5 января 2011   | Доббьяко         | Спринт свободным стилем               | Девон Кершоу    | Дарио Колонья   | Петтер Нортуг    |
| 6 января 2011   | Доббьяко         | 35 км свободным стилем, преследование | Дарио Колонья   | Маркус Хельнер  | Петтер Нортуг    |
| 8 января 2011   | Валь-ди-Фьемме   | 20 км классикой масс-старт            | Петтер Нортуг   | Дарио Колонья   | Девон Кершоу     |
| 9 января 2011   | Валь-ди-Фьемме   | 9 км свободным стилем, финальная гора | Лукаш Бауэр     | Роланд Клара    | Кюрден Перль     |

### Женщины
| Дата            | Место проведения | Дисциплина                            | Победитель       | Второе место       | Третье место        |
| --------------- | ---------------- | ------------------------------------- | ---------------- | ------------------ | ------------------- |
| 31 декабря 2010 | Оберхоф          | 2,5 км свободным стилем Prolog        | Юстина Ковальчик | Шарлотт Калла      | Астрид Якобсен      |
| 1 января 2011   | Оберхоф          | 10 км классикой Handicap Start        | Юстина Ковальчик | Криста Ляхтеэнмяки | Марианна Лонга      |
| 2 января 2011   | Оберсдорф        | Спринт классикой                      | Петра Майдич     | Юстина Ковальчик   | Астрид Якобсен      |
| 3 января 2011   | Оберсдорф        | 10 км персьют                         | Анна Хог         | Шарлотт Калла      | Марта Кристофферсен |
| 5 января 2011   | Доббьяко         | Спринт свободным стилем               | Петра Майдич     | Арианна Фоллис     | Магда Дженуин       |
| 6 января 2011   | Доббьяко         | 16 км свободным стилем Handicap Start | Юстина Ковальчик | Арианна Фоллис     | Марианна Лонга      |
| 8 января 2011   | Валь-ди-Фьемме   | 10 км классикой масс-старт            | Юстина Ковальчик | Терезе Йохёуг      | Марианна Лонга      |
| 9 января 2011   | Валь-ди-Фьемме   | 9 км свободным стилем, финальная гора | Терезе Йохёуг    | Марте Элден        | Марта Кристофферсен |

## Результаты

### Мужчины
| Место | Лыжник        | Страна    | Время     |
| ----- | ------------- | --------- | --------- |
| 1     | Дарио Колонья | Швейцария | 4:28:02,0 |
| 2     | Петтер Нортуг | Норвегия  | +27,3     |
| 3     | Лукаш Бауэр   | Чехия     | +1:44,1   |
| 4     | Кюрден Перль  | Швейцария | +1:58,2   |
| 5     | Роланд Клара  | Италия    | +2:06,5   |

| Место | Лыжник         | Страна    | Очки |
| ----- | -------------- | --------- | ---- |
| 1     | Дарио Колонья  | Швейцария | 238  |
| 2     | Петтер Нортуг  | Норвегия  | 178  |
| 3     | Маркус Хельнер | Швеция    | 146  |

### Женщины
| Место | Лыжница          | Страна   | Время     |
| ----- | ---------------- | -------- | --------- |
| 1     | Юстина Ковальчик | Польша   | 2:47:31,0 |
| 2     | Терезе Йохёуг    | Норвегия | +1:21,5   |
| 3     | Марианна Лонга   | Италия   | +2:40,7   |
| 4     | Арианна Фоллис   | Италия   | +3:19,9   |
| 5     | Шарлотт Калла    | Швеция   | +4:27,7   |

| Место | Лыжница          | Страна   | Очки |
| ----- | ---------------- | -------- | ---- |
| 1     | Юстина Ковальчик | Польша   | 185  |
| 2     | Петра Майдич     | Словения | 120  |
| 3     | Арианна Фоллис   | Италия   | 87   |